# Thomas Burr Osborne
Thomas Burr Osborne, född 8 juli 1798, död 2 september 1869, var en amerikansk politiker och ledamot av USA:s representanthus från Connecticut, domare och professor i juridik.

## Tidigt liv
Osborne föddes i Weston, numera Easton, Connecticut. Han tog examen från Yale College 1817. Han studerade juridik och antogs därefter till advokatsamfundet 1820. Han började praktisera juridik i Fairfield, Connecticut. Han var tjänsteman vid domstol i countyt och i överrätt 1826-1839.

## Politisk karriär
Osborne var ledamot av Connecticuts representanthus 1836.
Han valdes för Whigpartiet till USA:s representanthus och tjänstgjorde i två mandatperioder från den 4 mars 1839 till den 3 mars 1843. Under den andra av dessa mandatperioder var han ordförande i utskottet för patent.
Han var ledamot av Connecticuts senat 1844. Senare blev han åter vald till Connecticuts representanthus, där han var ledamot 1850.

## Senare år
Samma år som han satt i delstatens senat, 1844, utnämndes han till domare vid Fairfield County Court, en tjänst som han upprätthöll i flera år. 
Han var domare för arvstvister (judge of probate) för Fairfield-distriktet 1851.
År 1854 flyttade han till New Haven. Där var han professor vid Yale Law School från 1855 till 1865, och avgick sedan.
Han var gift med Ann Sherwood. Deras dotter Mary Elizabeth Osborne gifte sig med Henry B. Harrison, guvernör i Connecticut från 1885 till 1887.
Han avled i New Haven den 2 september 1869 och begravdes på Evergreen Cemetery.